# Desmodium serotinum
Desmodium serotinum är en ärtväxtart som först beskrevs av Carl Ludwig von Willdenow, och fick sitt nu gällande namn av Dc. Desmodium serotinum ingår i släktet Desmodium och familjen ärtväxter. Inga underarter finns listade i Catalogue of Life.